# Glückliches Ende
Glückliches Ende ist eine schwarze Komödie von Jochen Alexander Freydank. Der 12-minütige Film wurde von Mephistofilm GbR produziert und mit Mitteln des Medienboard Berlin-Brandenburg unterstützt. Der Film lief erfolgreich auf internationalen Festivals und war unter anderem auf ARTE und in der ARD zu sehen.

## Handlung
Die makabere Komödie beginnt mit den Worten „Das Leben verdient sich den Tod“. Es geht um die Frage: ‚Was bleibt am Ende?‘ Es geht nach Ansicht des Bestatters und Sargtischlers (Erwin Leder) um Kiefer oder Mahagoni. Der im Fall der Verstorbenen angemessene Sarg ist nach Meinung des fast bankrotten Totengräbers einer aus Mahagoni, von der Toten bereits zu Lebzeiten probegelegen. Doch die geizigen Erben sind davon nur schwer zu überzeugen. In seine Überzeugungsarbeit mischt sich durch ein Missverständnis die Polizei. Die Folgen sind für ihn existenzrettend.

## Auszeichnungen
Filmjahr 2001
- Publikumspreis online Filmfestival  shorts-welcome
- INcurt Film Festival Lleida, Spanien

Filmjahr 2000
- Filmfest Emden – Nominierung
- International Filmfestival Bilbao, Spanien – Nominierung
- Max Ophüls Preis Saarbrücken – Nominierung
- Raindance Filmfestival, London, UK – Nominierung